# Molau
Molau is een plaats en voormalige gemeente in de Duitse deelstaat Saksen-Anhalt, en maakt deel uit van het Burgenlandkreis.
Molau telt 577 inwoners.